# 더 글래스 키
더 글래스 키(The Glass Key)는 미국에서 제작된 스튜어트 하이슬러 감독의 1942년 드라마, 느와르, 범죄, 미스터리 영화이다. 브라이언 돈레비 등이 주연으로 출연하였다.

## 출연

### 주연
- 브라이언 돈레비
- 베로니카 레이크

### 조연
- 앨런 래드
- 보니타 그랜빌
- 리처드 데닝
- 조셉 칼레이아
- 윌리엄 벤딕스
- 프란시스 기포드
- 도널드 맥브라이드
- 마가렛 헤이즈
- 모로니 올슨
- 에디 마
- 아서 로프트
- 조지 미더
- 톰 듀건
- 에드워드 페일 시니어
- 브룩 베네딕
- 윌리엄 베네딕트
- 콘래드 빈욘
- 프랭크 브루노
- 케네스 크리스트
- 데인 클락
- 에드먼드 코브
- 모리스 코스텔로
- 조지 코울
- 존 W. 드 노리아
- 버넌 던트
- 프랭크 엘리어트
- 톰 파든
- 베스 플라워스
- J.C. 파울러
- 잭 가드너
- 킷 거드
- 프랭크 해그니
- 척 해밀턴
- 아서 스튜어트 헐
- 조 킹
- 폴 르 페레
- 데오도르 로치
- 잭 러든
- 윌버 맥
- 조 맥귄
- 제임스 밀리칸
- 버트 무어하우스
- 에드먼드 모티머
- 잭 멀홀
- 스펙 오도넬
- 브로데릭 오패럴
- 톰 오그레디
- 팻 오맬리
- 스탠리 프라이스
- 릴리안 랜돌프
- 시릴 링
- 프란시스 세일즈
- 브루스 시드니
- 찰스 설리반
- 조지 터너
- 노마 바든
- 윌리엄 와그너
- 프레드 월번

## 제작진
- 협력프로듀서: 프레드 콜마
- 조감독: 아서 S. 블랙 주니어
- 의상: 에디스 헤드
- 분장부문: 월리 웨스트모어

### Streaming audio
- The Glass Key on Screen Guild Theater: July 22, 1946